# Strugi Krzywickie
Strugi Krzywickie – wieś sołecka w Polsce, położona w województwie mazowieckim, w powiecie mińskim, w gminie Siennica.
| SIMC    | Nazwa      | Rodzaj    |
| ------- | ---------- | --------- |
| 0687333 | Stefanówka | część wsi |

W latach 1975–1998 miejscowość administracyjnie należała do województwa siedleckiego. 15 lutego 2002 będąca dotychczasową częścią wsi Ukraina została zlikwidowana jako osobna miejscowość.
Wierni kościoła rzymskokatolickiego należą do parafii św. Stanisława Biskupa Męczennika w Siennicy.